# RC Pro-Am II
R.C. Pro-Am II är ett racingspel utcecklat av Rare och utgivet av Tradewest till NES. Spelet släpptes i Nordamerika i december December 1992 och i Europa den 23 september 1993, och är en uppföljare till RC Pro-Am från 1988.

### Fotnoter
1. 1 2  ”RC Pro-Am II”. NES DB. 28 februari 1992. Arkiverad från originalet den 21 april 2014. https://web.archive.org/web/20140421082808/http://www.nesdb.se/game_more.php?id=1198&rid=1. Läst 20 april 2014.